# Zbrojnik niebieski
Zbrojnik niebieski, wąsacz niebieski (Ancistrus dolichopterus) – gatunek słodkowodnej ryby z rodziny zbrojnikowatych (Loricariidae). Glonojad, hodowany w akwariach. Jedna z najbardziej popularnych ryb zbrojnikowatych. W katalogach akwarystycznych oznaczana symbolem L183. Często mylona z A. hoplogenys.

## Występowanie
Gatunek szeroko rozprzestrzeniony w wodach Brazylii i Gujany – w dorzeczu górnej i środkowej Amazonki.

## Morfologia
Budowa typowa dla zbrojników. Dość duża głowa, szerokie płetwy piersiowe i brzuszne, płetwa grzbietowa wysoka, płetwa tłuszczowa obecna. Podstawowym kolorem jest czarny. Całe ciało łącznie z płetwami pokryte jasnymi, nierównomiernymi cętkami. Dymorfizm płciowy: dorosłe samce mają na pysku narośla w formie wąsików (stąd nazwa wąsacz).
Zbrojnik niebieski osiąga do 13 cm długości. 

## Biologia
Aktywny o zmroku, w dzień chowa się w swojej kryjówce. Gatunek jajorodny, rozmnaża się również w niewoli. Ikry i narybku pilnuje samiec. Jest rybą stosunkowo spokojną, jedynie wobec innych zbrojników potrafi być agresywny. 

## Warunki w akwarium
W wystroju akwarium zaleca się umieszczenie korzeni, kamieni, grubych kawałków bambusa lub rurek, które służą mu za kryjówki. Jest dość odporny na zmiany składu chemicznego wody. 

### Pokarm
Pokarm pobierany jest z dna. Zbrojnik odżywia się glonami i leżącymi na dnie resztkami pokarmów. Należy dokarmiać go warzywami – parzoną sałatą, skrawkami gotowanej marchwi, parzonymi płatkami owsianymi, suchymi pokarmami np. w tabletkach, jak i mięsem rybim. 
| Zalecane warunki w akwarium | Zalecane warunki w akwarium                                     |
| --------------------------- | --------------------------------------------------------------- |
| Zbiornik                    | duży, długość minimum 80 cm, dobrze natleniony                  |
| Temperatura wody            | 22–26 °C                                                        |
| Twardość wody               | miękka do twardej 4–18°n                                        |
| Skala pH                    | ok. 7                                                           |
| Pokarm                      | głównie roślinny (na bazie glonów i warzyw), ale również mięsny |